# Ebaeides arcuosus
Ebaeides arcuosus là một loài bọ cánh cứng trong họ Cerambycidae.